# Otto Muehl
Otto Muehl (ook Mühl) (Grodnau, Oostenrijk, 16 juni 1925 – Moncarapacho, Portugal, 26 mei 2013) was een Oostenrijkse kunstenaar en een van de vertegenwoordigers van het Weense Aktionisme.
Tijdens de jaren 70 en 80 was hij berucht als ideologisch leider van de Friedrichshof-commune. In 1991 werd de commune opgeheven en Muehl zelf gearresteerd en veroordeeld wegens verkrachting en misbruik van minderjarigen.

## Biografie
Vanaf het begin van de jaren zeventig werd hij vooral bekend door de oprichting van een door reichiaanse principes geïnspireerde therapeutische commune, de zogenoemde AA-Kommune of AAO (Aktions-analytische Organisation bewusster Lebenspraxis), die aanvankelijk een volledig gemeenschappelijk eigendom alsmede de afschaffing van de exclusieve paarrelatie (“Zweierbeziehung”) en het kerngezin (“Kleinfamilie”) als opvoedings- en disciplineringseenheid voorstond, echter in de loop der jaren in toenemende mate een autoritaire structuur ontwikkelde. Tevens bleek het een bodem te verschaffen voor wantoestanden.

## Ontucht met minderjarigen
In 1991 werd Muehl in Oostenrijk na beschuldigingen van verkrachting en misbruik veroordeeld wegens meerdere zedendelicten (ontucht met minderjarigen) en drugsmisdrijven tot zeven jaar gevangenisstraf. Na zijn vrijlating vertrok Muehl op 72-jarige leeftijd naar de Algarve (Portugal), waar hij een nieuwe commune oprichtte.
Ook in Nederland bestond gedurende enige tijd een afdeling van Muehls organisatie, die achtereenvolgens in Nijmegen en Amsterdam (onder de naam “Vol Sap”) gevestigd was. In Amsterdam waren vrijwel alle groepsleden tussen 1985 en 1987 werkzaam bij het frauduleuze effectenkantoor First Commerce- resp. Greentree Securities van de Canadees Irving Kott, een internationaal (door Interpol en de FBI) gezochte aandelenzwendelaar, van waaruit telefonisch aandelen van waardeloze nep-bedrijven aan investeerders werden verkocht.